# Tourisme d'affaires
Pour l’article homonyme, voir Tourisme (homonymie).
Le tourisme d'affaires désigne les déplacements à but professionnel. Il combine les composantes classiques du tourisme (transport, hébergement, restauration) avec une activité économique pour l'entreprise.

## Organisation du marché
Le tourisme d’affaires représente environ 20 % des activités touristiques globales. Le marché français a dépensé 8,1 milliards d’euros en 2014.

## Secteurs du tourisme d’affaires
Le tourisme d'affaires peut être divisé en quatre secteurs :
- Les congrès et les conventions d'entreprise réunissent l’ensemble du réseau d’une entreprise. Ces réunions permettent de rassembler des collaborateurs disséminés sur un territoire étendu. Une convention est un événement à caractère obligatoire qui a pour vue de diffuser un message d’information. Un congrès est un événement au cours duquel des participants de différents horizons se réunissent dans le but de recevoir et partager des connaissances . Les foires et les salons rassemblent spécialistes d’un même secteur en vue de développer leur activité.

- Les «réunions» (réunions ou voyages de stimulation) sont des séminaires et réunions d’entreprises qui s’adressent aux commerciaux en interne. Ces voyages permettent de proposer des activités de team building pour apporter de la cohésion à l’équipe. L’objectif est de développer et d’entretenir la motivation de l’ensemble du personnel d’une entreprise[2].

- Les voyages de récompense sont offerts aux commerciaux les plus méritants[3]. Cette opération repose sur la valorisation des meilleurs qui se voient offrir un voyage en gage de remerciement[4].

- Les voyages d'affaires individuels réalisés par les commerciaux représentent 18 milliards d’euros[5]. Ce type de voyage d’affaires peut être organisé en interne ou par une agence voyagiste.

## Acteurs majeurs en France
Les voyagistes classiques, agences évènementielles et parcs d’attraction proposent des voyages d’affaires. Ces entreprises peuvent organiser l’ensemble des opérations ou s’attacher à un de leurs aspects (soirée, hébergement…).
- American Express
- Carlson Wagonlit
- Egencia
- Runaworld
- Agence Trade Mark
- Short Time Rental